# Melting (album)
Melting là album phòng thu đầu tiên của nhóm nhạc Hàn Quốc Mamamoo. Album được phát hành bởi Rainbow Bridge World vào ngày 26 tháng 2 năm 2016 và phân phối bởi CJ E&M Music.Album bao gồm mười hai bài hát, kể cả single "You're the Best", được sử dụng để quảng bá album. Album được thêm vào single được phát hành trước đó "I Miss You" và "Taller Than You".

## Phát hành và quảng bá
Vào ngày 29 tháng 1 năm 2016, Mamamoo phát hành single "I Miss You" từ album sắp tới của nhóm. Ngày 2 tháng 2, công ty quản lý của nhóm Rainbow Bridge World, xác nhận ngày phát hành album. Single thứ hai, "Taller Than You" được phát hành vào ngày 12 tháng 2. Danh sách bài hát của album được tiết lộ vào ngày 18 tháng 2 và album được phát hành vào ngày 26 tháng 2, kèm với single "You're the Best". Bài hát "Girl Crush" từ nhạc nền của game Innisia Nest và ban đầu được phát hành như một single vào ngày 16 tháng 9 năm 2015. MV cho  "You're the Best" được phát hành cùng với album, trong MV, các thành viên có kì nghỉ tại Thái Lan và họ đã bị anh chàng nhân viên của khách sạn thu hút. Nơi họ quay MV "You're the Best" là "The Eugenia Spa" tại Băng Cốc, Thái Lan.
Ngày 25 tháng 2, Mamamoo có một showcase cho album ở Yes24 Move Hall tại Seogyo-dong, Seoul, cũng có một showcase fan trong nhà ở Paju, tỉnh Gyeonggi. Nhóm bắt đầu quảng bá trên chương trình âm nhạc vào cùng ngày đó với màn trình diễn trên M! Countdown. Tất cả ba single đều được quảng bá trên các chương trình âm nhạc và ngày 27 tháng 2 trình diễn trên Show! Music Core trở thành video có nhiều lượt xem nhất trên Naver TV Cast. Ngày 6 tháng 3, nhóm lần đầu tiên nhận được chiếc cup trên chương trình âm nhạc trên Inkigayo cho "You're the Best". Nhóm tiếp tục chiến thắng trên Show Champion, M! Countdown, và Music Bank trong cùng một tuần. Ngày 16 tháng 3, nhóm trình diễn ở K-Pop Night Out at SXSW ở Austin, Texas, Mỹ.

## Danh sách bài hát
| STT              | Nhan đề                                                                                   | Phổ lời                             | Phổ nhạc                       | Biên soạn lại                     | Thời lượng |
| ---------------- | ----------------------------------------------------------------------------------------- | ----------------------------------- | ------------------------------ | --------------------------------- | ---------- |
| 1.               | "Taller Than You" (tiếng Hàn: 1cm의 자존심; Romaja: 1cm-ui Jajunsim, lit. "Pride of 1cm") | Kim Do-hoon Moonbyul Solar Hwasa    | Kim                            | Kim Park Woo-sang                 | 3:04       |
| 2.               | "Words Don't Come Easy" (우리끼리; Urikkiri)                                              | Kim, Park, Esna]]                   | Kim Park                       | Park                              | 3:56       |
| 3.               | "You're the Best" (넌 is 뭔들; Neon is Mwondeul)                                          | Kim Moonbyul Solar                  | Kim Duble Sidekick             | Kim                               | 3:50       |
| 4.               | "Friday Night" (금요일밤; Geumyoilbam) (feat. Junggigo)                                   | Park Moonbyul                       | Park                           | Park                              | 3:22       |
| 5.               | "My Hometown" (고향이; Gohyang-i)                                                         | Kim Solar Moonbyul Wheein Hwasa     | Kim Solar                      | Kim                               | 3:21       |
| 6.               | "Emotion"                                                                                 | Cosmic Sound Cosmos Moonbyul        | Cosmic Sound Cosmos            | Cosmic Sound Cosmos Kang Min-hoon | 3:27       |
| 7.               | "I Miss You"                                                                              | Cosmic Sound Hwang Yoo-bin Moonbyul | Kim                            | Lee Hyeon-seung                   | 4:16       |
| 8.               | "Funky Boy"                                                                               | Yoon Hye-joo                        | Daniel Palm Ellen Berg Tollbom | Park                              | 3:35       |
| 9.               | "Recipe" (나만의 Recipe; Naman-ui Recipe)                                                 | Solar Hwasa Moonbyul Park           | Kim Park Solar Hwasa           | Kim Park                          | 2:49       |
| 10.              | "Cat Fight" (고양이; Goyang-i, lit. "Cat")                                                | Hwang Lee Hoo-sang Moonbyul         | Lee Hoo-sang S2REN             | Lee Hoo-sang                      | 3:26       |
| 11.              | "Just"                                                                                    | Park                                | Park                           | Park                              | 3:41       |
| 12.              | "Girl Crush"                                                                              | Jang Yoon-seo Park                  | Park                           | Park                              | 3:08       |
| 13.              | "You're the Best" (Instrumental)                                                          |                                     | Kim Duble Sidekick             | Kim                               | 3:49       |
| Tổng thời lượng: | Tổng thời lượng:                                                                          | Tổng thời lượng:                    | Tổng thời lượng:               | Tổng thời lượng:                  | 45:44      |

## Bảng xếp hạng
| Bảng xếp hạng (2016)      | Vị trí cao nhất |
| ------------------------- | --------------- |
| Hàn Quốc Albums (Gaon)    | 2               |
| Mỹ Billboard World Albums | 8               |